# آنا ماریا (فلوریدا)
آنا ماریا (به انگلیسی: Anna Maria) شهری در شهرستان ماناتی ایالت فلوریدا است که در سال ۱۹۲۳ بنیان‌گذاری شده‌است. این شهر طبق سرشماری سال ۲۰۱۰ میلادی، ۱٬۵۰۳ نفر جمعیت داشته و مساحت آن نیز ۲٫۵ کیلومتر مربع است.